# Оляновка (Харьковская область)
Оля́новка (укр. Олянівка; до 2016 г. Улья́новка; в Российской Империи — Крутояровка) — село, Новомажаровский сельский совет, Зачепиловский район, Харьковская область, Украина.
Код КОАТУУ — 6322283009. Население по переписи 2001 года составляет 168 (70/98 м/ж) человек.

## Географическое положение
Село Оляновка находится на реке Мажарка которая через 8 км впадает в реку Орель, на реке сделаны большие запруды и искусственные пруды.
На расстоянии в 3 км расположено село Дудовка, в 4-х км — село Котовка, в 5-и км село Новое Мажарово.

## История
- 1775 — дата основания.
- 2016 год — село Ульяновка переименовано в село Оляновка.

## Экономика
- Молочно-товарная и свинотоварная фермы.
- Рыбоводческое хозяйство.

## Объекты социальной сферы
- Детский сад.

## Достопримечательности
- Братская могила советских воинов.